# Danny Vera

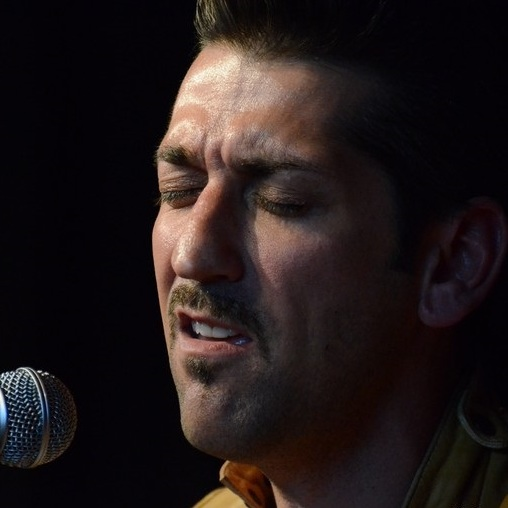
Danny Vera, 2012

Danny Vera (* 31. Mai 1977 in Middelburg als Danny Polfliet) ist ein niederländischer Sänger, Musiker, Songwriter und Radio-Moderator. Seine Musik kombiniert Rock ’n’ Roll mit Country und Soul.

## Werdegang
Anfang 2003 wurde mit My Confession Veras erste Single aus seinem Debütalbum For the Light in Your Eyes herausgebracht. Mit seinem neunten Album The Outsider kam er 2016 bis auf Platz 5 der niederländischen Charts. Die Single Roller Coaster vom Album Pressure Makes Diamonds (2019) war auch außerhalb der Niederlande erfolgreich. Der Titel wurde 2020 die Nummer 1 der NPO Radio 2 Top 2000. Im selben Jahr erschien in den Niederlanden das Album The New Now, das fünf Wochen auf Platz 1 der niederländischen Top 100 Album-Charts stand.
Am 15. Mai 2021 belegte er für die Niederlande den zweiten Platz beim Free European Song Contest mit dem Titel Roller Coaster.
Seit Juni 2021 moderiert Vera auf Radio Veronica die Sendung „Vera's Vintage Vibes“, in der er Musik aus den 1950er- und 60er-Jahren spielt.

## Diskografie

### Alben
| Jahr | Titel                          | Höchstplatzierung, Gesamtwochen, AuszeichnungChartsChartplatzierungen (Jahr, Titel, Platzierungen, Wochen, Auszeichnungen, Anmerkungen) | Anmerkungen                                                |
| Jahr | Titel                          | NL | Anmerkungen                                                |
| ---- | ------------------------------ | --- | ---------------------------------------------------------- |
| 2013 | Distant Rumble                 | NL61 (3 Wo.)NL | Erstveröffentlichung: 1. November 2013                     |
| 2016 | The Outsider                   | NL5 (5 Wo.)NL | Erstveröffentlichung: 2. September 2016                    |
| 2019 | Pressure Makes Diamonds 1 & 2  | NL4 Gold · (189 Wo.)NL |                                                            |
| 2019 | Pressure Makes Diamonds - Live | NL14 (14 Wo.)NL | Erstveröffentlichung: 13. Dezember 2019                    |
| 2020 | The New Now                    | NL1 Gold · (32 Wo.)NL |                                                            |
| 2023 | DNA                            | NL1 (5 Wo.)NL | Erstveröffentlichung: 13. Oktober 2023                     |
| 2025 | Live In Amsterdam              | NL2 (1 Wo.)NL | Erstveröffentlichung: 4. April 2025 mit The Neon Orchestra |

Weitere Alben
- 2002: For the Light in Your Eyes
- 2005: Hold On a While
- 2007: Ordinary Man
- 2009: Pink Flamingo
- 2020: The New Black and White, PT I, II, III & IV

### EPs
| Jahr | Titel                                             | Höchstplatzierung, Gesamtwochen, AuszeichnungChartsChartplatzierungen (Jahr, Titel, Platzierungen, Wochen, Auszeichnungen, Anmerkungen) | Anmerkungen                              |
| Jahr | Titel                                             | NL | Anmerkungen                              |
| ---- | ------------------------------------------------- | --- | ---------------------------------------- |
| 2014 | The New Black and White                           | NL100 (1 Wo.)NL |                                          |
| 2015 | The New Black and White, PT. II                   | NL14 (5 Wo.)NL | Erstveröffentlichung: 10. September 2015 |
| 2017 | The New Black and White, PT. III                  | NL51 (2 Wo.)NL | Erstveröffentlichung: 6. Oktober 2017    |
| 2020 | The New Black and White, PT. IV - Home Recordings | NL21 (2 Wo.)NL | Erstveröffentlichung: 28. August 2020    |
| 2022 | The New Black and White, PT. V                    | NL1 (2 Wo.)NL | Erstveröffentlichung: 30. September 2022 |

Weitere EPs
- 2018: Pressure Makes Diamonds 1 - The Year of the Snake
- 2019: Pressure Makes Diamonds 2 - Pompadour Hippie

### Singles
| Jahr | Titel Album                                          | Höchstplatzierung, Gesamtwochen, AuszeichnungChartsChartplatzierungen (Jahr, Titel, Album, Platzierungen, Wochen, Auszeichnungen, Anmerkungen) | Anmerkungen                                        |
| Jahr | Titel Album                                          | NL | Anmerkungen                                        |
| ---- | ---------------------------------------------------- | --- | -------------------------------------------------- |
| 2019 | Roller Coaster Pressure Makes Diamonds 1 & 2         | NL14 Platin · (33 Wo.)NL | Erstveröffentlichung: 15. März 2019                |
| 2020 | The Weight The New Now                               | NL37 (7 Wo.)NL | Erstveröffentlichung: 9. April 2021                |
| 2022 | Make It a Memory The New Black and White, PT. V (EP) | NL31 Gold · (8 Wo.)NL | Erstveröffentlichung: 11. März 2022 mit Krezip     |
| 2024 | It All Means Nothing (You’re Not Here Now) –         | NL19 (5 Wo.)NL | Erstveröffentlichung: 22. November 2024 mit Krezip |

Weitere Singles
- 2015: Back to Black
- 2015: Expandable Time
- 2016: Hiding
- 2016: Easier That Way
- 2017: I’ve been around
- 2017: Snow in April
- 2018: The Year of the Snake
- 2018: Fallen King
- 2018: Bo-Utiful
- 2018: Pompadour Hippie
- 2019: Oblivious Desire
- 2019: Every Time
- 2020: Pressure Make Diamonds (2020 Version)

Weitere Lieder mit Auszeichnungen
- 2014: All I Wanna Do Is Make Love To You (NL: Gold)